# Nemcia pauciflora
Nemcia pauciflora là một loài thực vật có hoa trong họ Đậu. Loài này được (C.A.Gardner) Crisp mô tả khoa học đầu tiên.